# Antón Lamazares
Antón Lamazares (* 2. Januar 1954 in Galicien) ist ein spanischer Maler.  Sein Stil entwickelte sich von einem anfänglich spielerischen Expressionismus in Richtung Informel und Abstraktion. In seinen neueren Arbeiten zeigt sich eine minimalistische Tendenz. Seine Werke sind international verbreitet und befinden sich unter anderem im Nationalmuseum Reina Sofía, dem Galicischen Zentrum für Zeitgenössische Kunst und dem Museum für Zeitgenössischen Kunst in Madrid, sowie in zahlreichen privaten Sammlungen und Stiftungen.

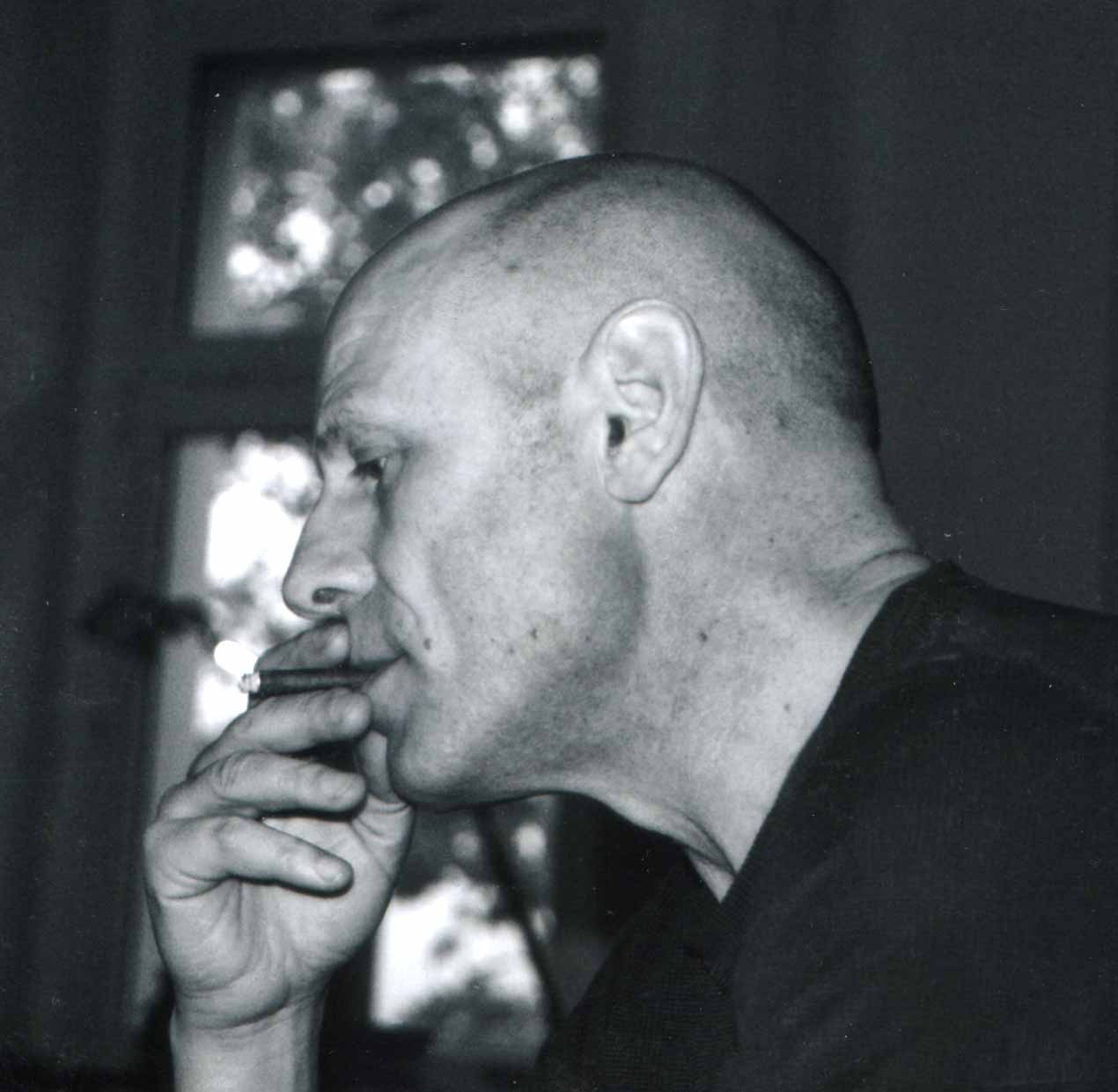
Antón Lamazares, 2005

## Leben

### Die ersten Jahre: Malerei und Poesie
(Galicien, 1954–1977)

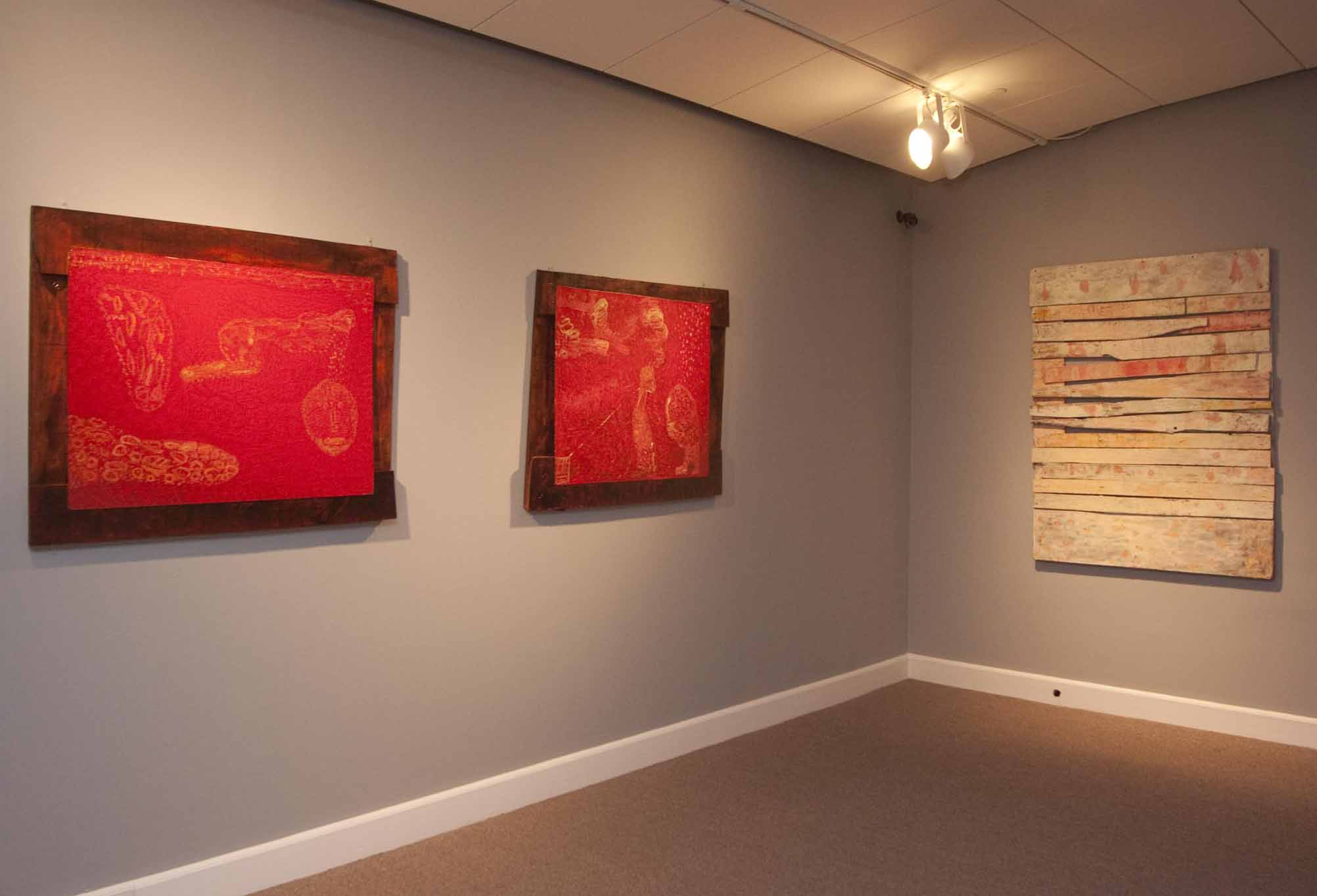
Kunstwerke der Serien Sueño e colorao und Titania e Brao

Lamazares’ Geburtsort Maceira ist ein Dorf in Lalín (Pontevedra, Spanien). Von 1963 bis 1969 besuchte er die Schule des Franziskanerklosters von Herbón und lernte dort die Schriften der lateinischen und griechischen Klassiker kennen. Ende der sechziger Jahre begann er zu dichten und schloss Freundschaft mit dem Schriftsteller Álvaro Cunqueiro, sowie den Malern Laxeiro und Manuel Pesqueira, die zu seinen ersten Bezugspersonen wurden.
Lamazares lernte autodidaktisch Malerei und trat 1972 seine erste Kunstreise an, auf der er insbesondere Vincent van Gogh, Paul Klee, Rembrandt und Joan Miró studierte. Nach seiner Rückkehr arbeitete er in Barcelona als Bauarbeiter und konzentriert sich sonst besonders auf die Sammlungen der romanischen Kunst im Museo Marés und im Museu Nacional d’Art de Catalunya. Danach reiste er nach Madrid, wo er erneut Kontakt zu Laxeiro aufnahm. Er freundete sich ebenfalls mit dem Dichter Carlos Oroza an, dessen Freundschaft für den Maler später wichtig war; der Austausch von Malerei und Poesie wurde zu einer Konstanten in seinen Kunstwerken.
1973, im Alter von 19 Jahren, zeigte er seine Bilder in Gruppen- und Einzelausstellungen. 1975 musste er der Marine in El Ferrol beitreten. Am 27. September des gleichen Jahres erreichte ihn die Nachricht von letzten Erschießungen des diktatorischen Francoregimes; einer der Erschossenen, Humberto Baena, 24 aus Pontevedra, war ein Freund von ihm. Lamazares versank in eine tiefe Depression und wurde in die Psychiatrie eingewiesen; während dieser Zeit schrieb er seine Gedichtsammlung Adibal.

### Vom Expressionismus undArte Poverazu derdoppelseitigenMalerei
(Madrid-New York, 1978–1989)

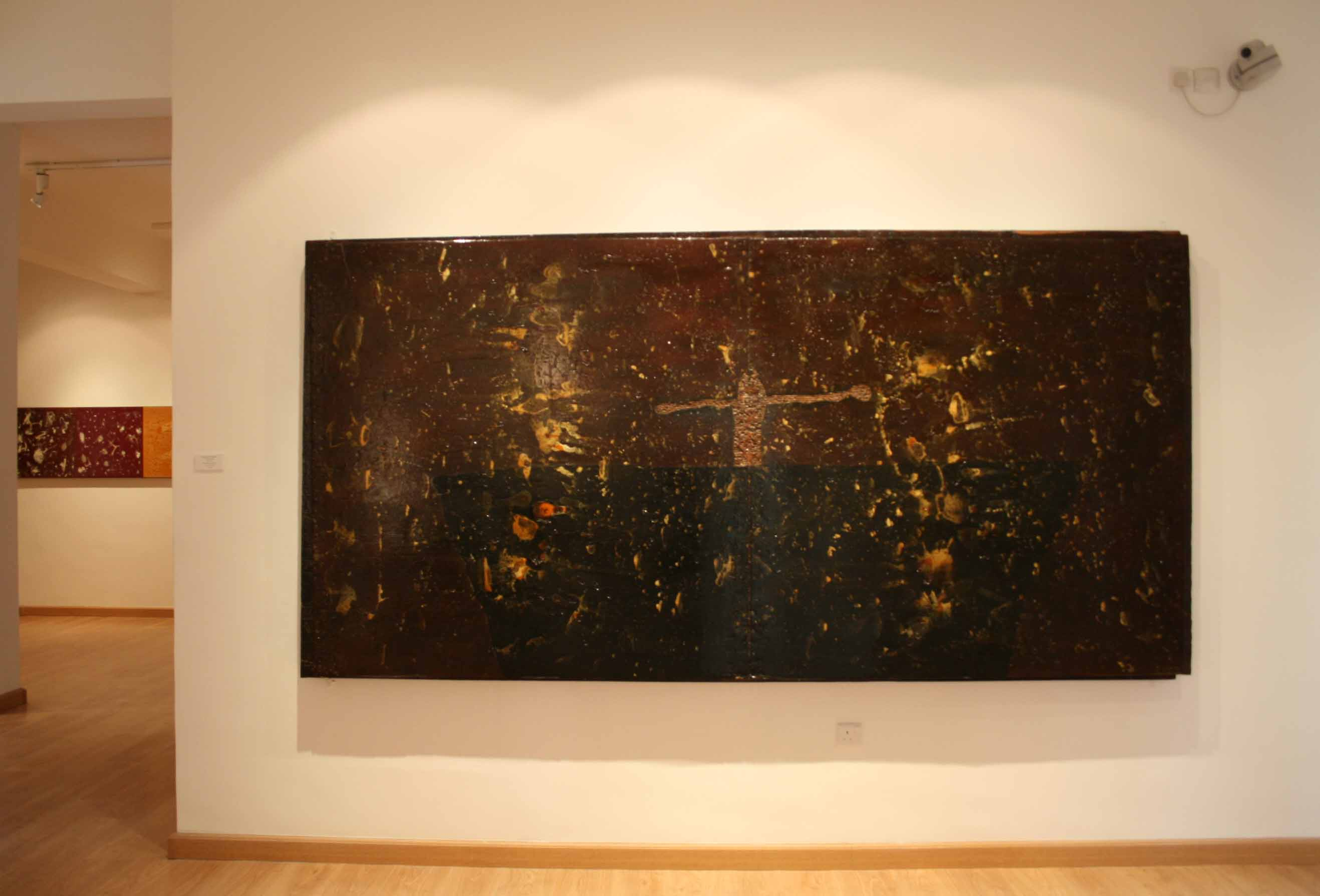
Mauro, aus Gracias vagabundas, in der Nationalgalerie Jordaniens

1978 verlegte er seinen Wohnort nach Madrid und befreundete sich dort eng mit dem Maler Alfonso Fraile, dem Kunstkritiker und Dichter Santiago Amón, und dem Neurologen Alberto Portera, Bindeglied einer großen Gruppe von Künstlern – Schriftstellern, Regisseuren, Musikern und Malern – die sich an Wochenenden in seinem Landhaus mit großem Außengelände in Mataborricos trafen, auf dem Lamazares 1979 eine Freiluftausstellung verwirklichte. Im selben Jahr lernte er Joan Miró persönlich kennen und reiste durch die Provence.
Die achtziger Jahre waren von intensiver Arbeit und großer Verbreitung seiner Kunstwerke geprägt. In seinen Bildern projizierte er Figuren mit spielerisch- und träumerischer Inspiration, expressionistischer Linie, einer intensiven Chromatik und einer mächtigen Originalität. Sein Werk wurde in der Galerie von Juana Mordó, in Madrid, bei Elisabeth Frank in Belgien und in der Sala Gaspar in Barcelona ausgestellt.
Mit einem Fulbright-Stipendium zog er für zwei Jahre nach New York, seine Malerei entwickelte sich hin zu einer reineren und materialorientierteren Konzeption und wurde in der New Yorker Galerie Bruno Fachetti ausstellt. Er teilte seinen Wohnsitz zwischen New York und Salamanca und reiste im Jahr 1988 durch Kleinasien – um den Apollon-Tempel in Didyma, als Hommage an Hölderlins Hyperion, zu besichtigen – und dann nach Istanbul. Die byzantinischen Kirchen und deren Bildlichkeit findet sich in seinen neueren Werken wieder. 1990 konzipierte er eine neue Serie, die er bifrontes (Doppelseitige) tauft, da sie von beiden Seiten betrachtet werden können.

### Die bildhauerische Kunst und Großformate
(Paris-Madrid, 1990–2003)

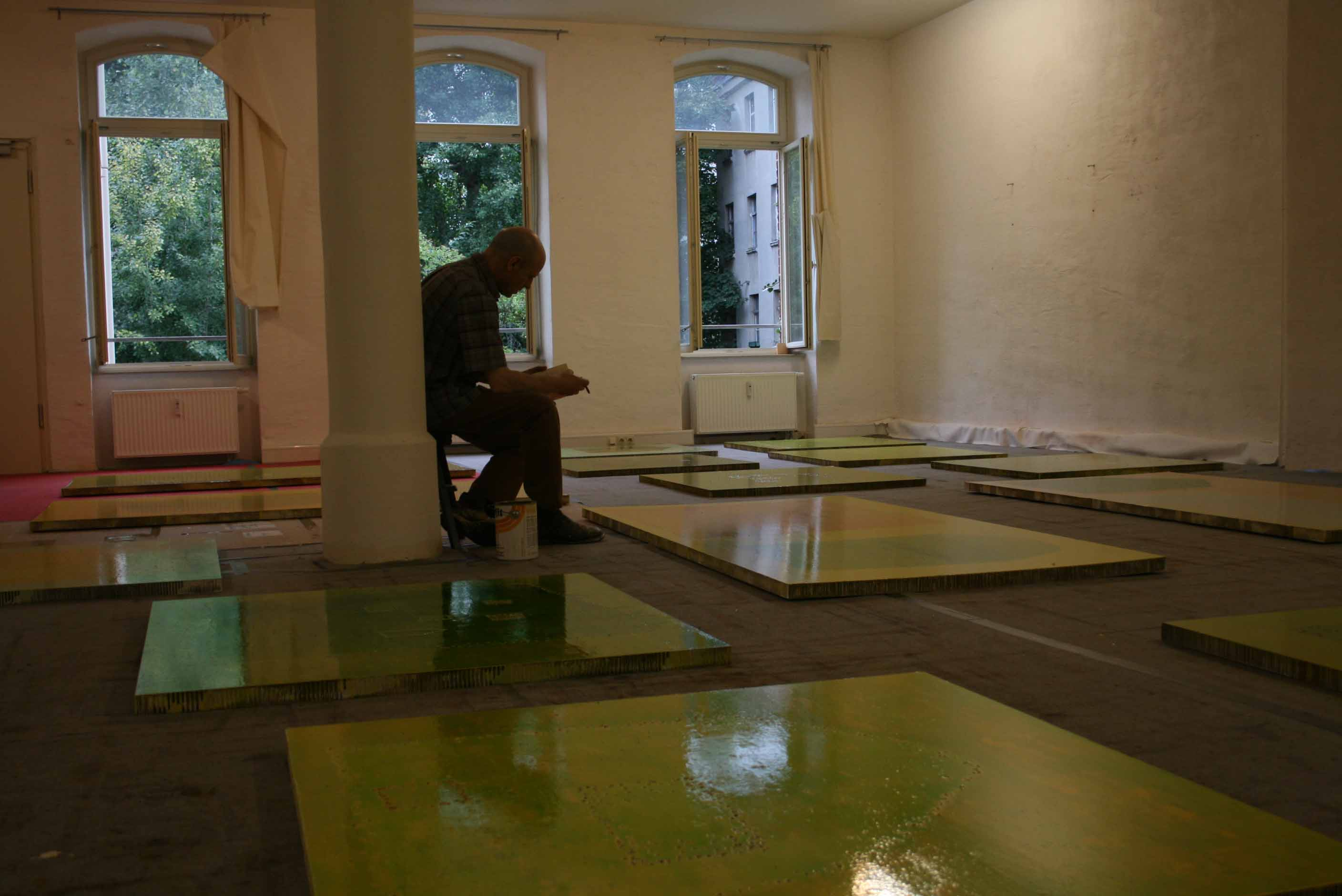
Antón Lamazares in seinem Atelier

Von 1990 bis 1991 lebte Lamazares mit einem Stipendium der Cité des Arts in Paris nieder. 1991 eröffnete er ein großes Atelier in Madrid, in dem er an seinen Serien Gracias vagabundas (Wandernde Grazien) und Desazón de vagabundos (Unruhe der Vagabunden) arbeitete. 1993 lernte er Tàpies persönlich kennen, und veröffentlichte ein umfangreiches Interview, das er mit ihm aus Anlass seiner Prämierung des Goldenen Löwen bei der Biennale Venedig durchführte. Vom Galicischen Zentrum für Zeitgenössische Kunst eingeladen, blieb er von Mai bis November in Galicien und malte dort die Serie Gracias do lugar: Eidos de Rosalía, Eidos de Bama (Charme des Ortes: Rosalías Felder, Bamas Felder). Von Juni bis November 1997 malte er in Santa Baia de Matalobos im Freien Bés de Santa Baia. Im selben Jahr lernte er den Bildhauer Jorge Oteiza kennen, mit dem er eine mehrstündige Konversation führte, die von der Regisseurin Chus Gutiérrez gefilmt wird. 1998 malte er in Madrid die Serien Titania e Brao, eine Hommage an den kastilischen Sommer, und danach Pol en Adelán.
Er führte außerdem Graphikarbeiten aus, wie die Lithographien die fünf Texte von Gustavo Martín Garzo in dem Künstlerbuch El Canto de la Cabeza (Galería Sen, Madrid) illustrieren oder die, die das Itinerarium der Egeria (Raiña Lupa, Paris) begleiten, das von Le Monde Diplomatique zum Buch des Jahres prämiert wurde. 2001 realisierte er eine große Ausstellung in der Hafenstation von A Coruña, unter dem Titel Un saco de pan duro (Ein Sack voll hartem Brot).
Seine Arbeit wurde zur internationalen Promotion von dem Programm „Spanische Kunst im Ausland“ vom Außenministerium (SEACEX) ausgewählt, zusammen mit anderen spanischen Künstlern wie Antonio Saura, Martín Chirino, Joan Hernández Pijuan, Millares, Pablo Serrano, Oteiza oder Tàpies. Lamazares reiste nach Florenz und Assisi, ⁣⁣ um sich Kunstwerken der Renaissance anzunähern, sowie dem Universum des heiligen Franziskus, dem er seine neue Serie Follente Bemil widmete.

### Von der Abstraktion zum poetischen Minimalismus
(Berlin, seit 2004)

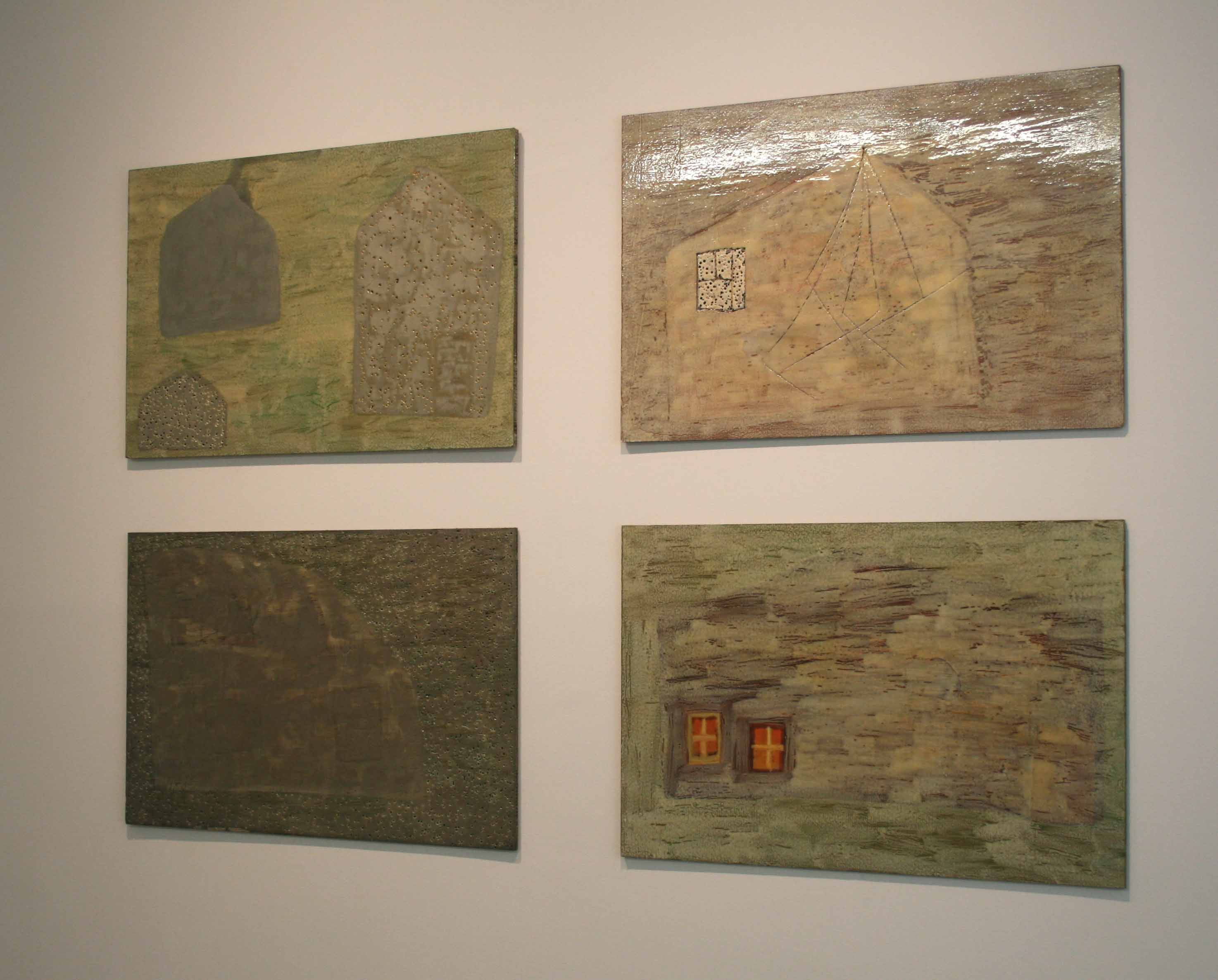
Ausstellung von Domus Omnia in Santiago de Compostela

Lamazares verlegte seinen Wohnort nach Berlin, wo er seit 2004 wohnt. Nach dem Tod seines Vaters begann er die Serie E fai frío no lume (Es ist kalt im Feuer). Er realisierte große Ausstellungen in Slowenien und Budapest.

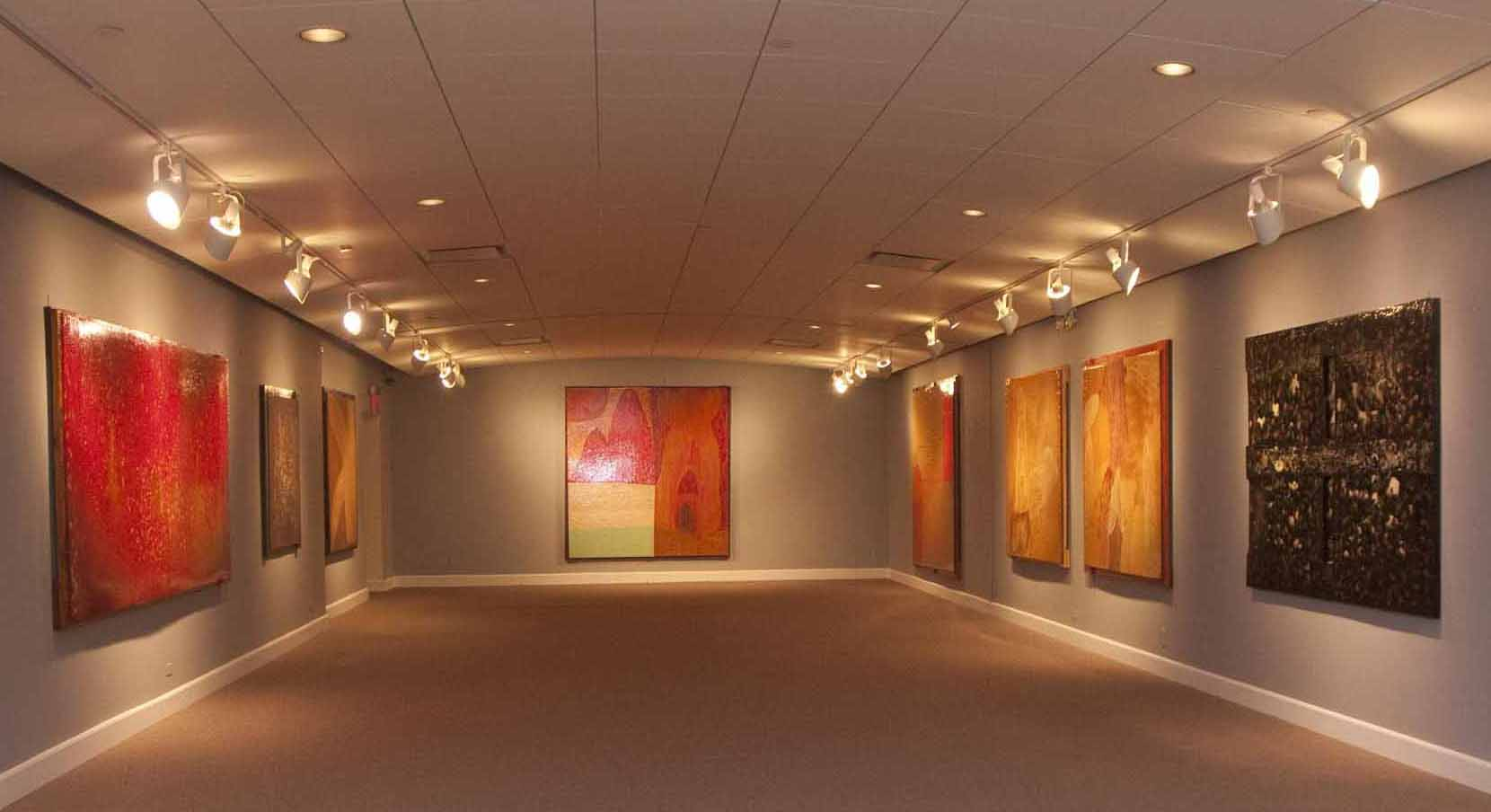
Ausstellung von Lamazares in New York, 2009

Danach widmete er sich der Serie Domus Omnia.
2008 stellte er Horizonte sin dueño (Horizont ohne Eigentümer) in der Nationalgalerie Jordaniens (Amman) und eine Anthologie seines graphischen Werks im Instituto Cervantes in Damaskus (Syrien) aus, wo der Dichter Taher Riyad ihm die Gedichtsammlung Cantos de Lamazares widmete. 2009 stellte er sein Werk in New York –im Queen Sofía Spanish Institute–, sowie in Orense (Spanien), im Kulturellen Zentrum der Abgeordneten, aus. Er beteiligt sich zudem an einer, dem Dichter Vicente Aleixandre gewidmeten, Wanderausstellung und erhält die Laxeiro Auszeichnung für sein Lebenswerk und seine internationale Verbreitung. 2010 wurde seine Arbeit in der Universitätskirche in Santiago de Compostela ausgestellt.
2010 wurde der Dokumentarfilm Horizonte sin dueño aufgeführt, der von den Geschwistern Nayra und Javier Sanz (Rinoceronte Films) gedreht wurde. Der Film durchläuft das Universum der Malerei, der Poesie und der Natur, aus der Perspektive von Antón Lamazares.